# Wahlbezirk Böhmen 95
Der Wahlbezirk Böhmen 95 war ein Wahlkreis für die Wahlen zum Abgeordnetenhaus im österreichischen Kronland Böhmen. Der Wahlbezirk wurde 1907 mit der Einführung der Reichsratswahlordnung geschaffen und bestand bis zum Zusammenbruch der Habsburgermonarchie.

## Geschichte
Nachdem der Reichsrat im Herbst 1906 das allgemeine, gleiche, geheime und direkte Männerwahlrecht beschlossen hatte, wurde mit 26. Jänner 1907 die große Wahlrechtsreform durch Sanktionierung von Kaiser Franz Joseph I. gültig. Mit der neuen Reichsratswahlordnung schuf man insgesamt 516 Wahlbezirke mit je einem zu wählenden Abgeordneten, die durch Direktwahl mit allfälliger Stichwahl bestimmt wurden. Der Wahlkreis Böhmen 95 umfasste die Städte Trautenau, Braunau, Grulich und Landskron. Aus den beiden Reichsratswahlen 1907 und 1911 ging jeweils Karl Hermann Wolf von der Alldeutschen Vereinigung, später Deutschradikale Partei, als Sieger hervor.

## Wahlen

### Reichsratswahl 1907
Die Reichsratswahl 1907 wurde am 14. Mai 1907 (erster Wahlgang) sowie am 23. Mai 1907 (Stichwahl) durchgeführt.

#### Erster Wahlgang
| Kandidat                                                              | Partei                      | Wahlkreisstimmen | Prozent |
| --------------------------------------------------------------------- | --------------------------- | ---------------- | ------- |
| Karl Hermann Wolf                                                     | Alldeutsche Vereinigung     | 2740             | 44,4 %  |
| Karl Eppinger                                                         | Deutsche Fortschrittspartei | 1514             | 24,5 %  |
| Anton Schrammel                                                       | Sozialdemokratische Partei  | 1187             | 19,2 %  |
| Dr. Čížek                                                             | Tschechischer Kandidat      | 429              | %       |
| Josef Tichiedel                                                       | Christlichsoziale Partei    | 296              | 6,9 %   |
|                                                                       | Sonstige Parteien           | 11               | 0,2 %   |
| Wahlberechtigte: 6837, Ungültige Stimmen: 44, Wahlbeteiligung: 91,0 % |                             |                  |         |

#### Stichwahl
| Kandidat                                                             | Partei                      | Wahlkreisstimmen | Prozent |
| -------------------------------------------------------------------- | --------------------------- | ---------------- | ------- |
| Karl Hermann Wolf                                                    | Alldeutsche Vereinigung     | 3294             | 52,7 %  |
| Karl Eppinger                                                        | Deutsche Fortschrittspartei | 2961             | 47,3 %  |
| Wahlberechtigte: 6837, Ungültige Stimmen: 39, Wahlbeteiligung:92,1 % |                             |                  |         |

### Reichsratswahl 1911
Die Reichsratswahl 1911 wurde am 13. Juni 1911 durchgeführt. Die Stichwahl entfiel auf Grund des absoluten Mehrheit für Karl Hermann Wolf im ersten Wahlgang.

#### Erster Wahlgang
| Kandidat                                                              | Partei                     | Wahlkreisstimmen | Prozent |
| --------------------------------------------------------------------- | -------------------------- | ---------------- | ------- |
| Karl Hermann Wolf                                                     | Deutschradikale Partei     | 3174             | 55,4 %  |
| Karl Richter                                                          | Sozialdemokratische Partei | 2100             | 36,6 %  |
| Fritz Schuhmacher                                                     | Christlichsoziale Partei   | 442              | 7,7 %   |
|                                                                       | Sonstige                   | 17               | 0,3 %   |
| Wahlberechtigte: 7681, Ungültige Stimmen: 74, Wahlbeteiligung: 75,6 % |                            |                  |         |